# Sant Cristòfol (Torrefeta i Florejacs)
Sant Cristòfol és una muntanya de 505 metres que es troba al municipi de Torrefeta i Florejacs, a la comarca de la Segarra.
Al cim podem trobar-hi un vèrtex geodèsic (referència 267107001).